# 野波浩
野波 浩（のなみ ひろし、1954年 - ）は、日本の写真家。島根県生まれ。
LUNA SEA写真集「ZOE」、そして江角マキコ写真集「E-MODE」、劇団☆新感線写真集「婆娑羅」を発表。
その作品の数々はCG、コンピュータ処理ではなくすべて手作業であり、圧倒的で独特な世界観を放ってきた。
デジタル写真に移行してからもそのスタイルを変えず、多彩な写真技法を用いての作品制作を続けている。
ナイトメア、陰陽座、劇団☆新感線、宝塚歌劇団など音楽、舞台など多数の宣伝写真を手掛け活動中。また近年では、ライフワークとして撮り続けてきたスナップ写真も発表の場を増やしている。

## 来歴
- 1954 島根県松江市生まれ
- 1974 大阪写真専門学校卒業（現ビジュアルアーツ専門学校）
- 1979 Studio No・ah設立

## 主な作品

### 写真集
- ECLIPSE – エクリプス(2023)ISBN 9784991316203 （神月）
- 婆娑羅 – 劇団☆新感線写真集(2015) ISBN 9784309920566 （エディシオン・トレヴィル）
- 無憂宮 – SANS SOUCI – 恋月姫人形作品集(2014) ISBN 9784309920191 （エディシオン・トレヴィル）
- MASTER of THE FANTASTIC COSTUME – 竹田団吾衣裳作品集(2011) ISBN 9784309909004 （エディシオン・トレヴィル）
- 野波浩ポートフォリオ1989-2007 = Hiroshi Nonami portfolio 1989-2007 (2008) ISBN 9784990428006 （ケイプラント）300セット完全限定版
- Aphrodisiac＋Euphoric―Diptych – 催淫＋陶酔―ディプティック(2008)（エディシオン・トレヴィル）特別限定版
- Euphoric―Diptych – 陶酔―ディプティック(2008) ISBN 9784309907369 （エディシオン・トレヴィル）
- Aphrodisiac―Diptych – 催淫―ディプティック(2008) ISBN 9784309907352 （エディシオン・トレヴィル）
- CHAOS – カオス(2005) ISBN 4309906532 （エディシオン・トレヴィル）改訂新版
- Mousa – ムーサ(2005) ISBN 4990222768 （アートスペースＫ）第2版普及版
- Mousa – ムーサ(2005) ISBN 4990222717 （アートスペースＫ）絶版
- ABYSS – アビス(2002) ISBN 4309903800 （エディシオン・トレヴィル）改定新版
- E-MODE – 江角マキコ写真集(1999) ISBN 4898150128 （リトルモア）絶版
- CHAOS – カオス(1997) ISBN 4845711494 （トレヴィル）絶版
- EUREKA – ユリカ(1995) ISBN 4845710145 （トレヴィル）絶版
- ZOE – LUNA SEA写真集(1995) ISBN 4900343730 ISBN 4900343749 （音楽専科社）絶版
- ABYSS – アビス(1993) ISBN 484570840X （トレヴィル）絶版

## 個展
- 1991 NONAMI HIROSHI Exhibition（大阪）
- 1992 Impression and Expression（コダックフォトサロン・東京）
- 1993 ABYSS of TIME（ギャラリーアセンス美術・大阪）
- 1997 CHAOS（堀内フォトサロン・大阪／名古屋）
- 1998 MOLD of CHAOS（コダックフォトサロン・東京）
 Foto-en Dilasalon（Kalmthout Fotokring・ベルギー）
- 1999-00 E-MODE（パルコ・東京／名古屋／札幌／大阪）
- 2000 PASSAGE（ビジュアルアーツギャラリー・大阪）
- 2003 野波浩自掴展（art space K・大阪）
- 2004 Mousa（art space K・大阪）
- 2005 Mousa（ギャラリーアセンス美術・大阪）
 Mousa（ビジュアルアーツギャラリー・大阪）
 Mousa Dimensions（art space K・大阪）
 CHAOS（art space K・大阪）
- 2006 CHIMAIRA（ギャラリーアセンス美術・大阪）
 CHIMAIRA（紀伊國屋画廊・東京）
- 2007 Solo Exhibition（Mondo Bizzarro Gallery・イタリア）
 DIPTYCH（紀伊國屋画廊・東京）
 陶肌曜変―夜想ヴァンパイア展（パラボリカ‐ビス・東京）
- 2010 PSYCHE（紀伊國屋画廊・東京）
- 2011 JANUS（ギャラリーアセンス美術・大阪）
- 2014 恋月姫人形写真展（パラボリカ‐ビス・東京）
- 2015 婆娑羅―劇団☆新感線35周年記念写真展（博多阪急ミューズ・福岡） 婆娑羅―劇団☆新感線35周年記念写真展（なんばパークスホール・大阪） 婆娑羅―劇団☆新感線35周年記念写真展（紀伊國屋フォーラム・東京） reflection（富士フイルムフォトサロン・東京／大阪）
- 2023 ELEMENTS（扇町ミュージアムキューブ02・大阪）

## 展覧会
- 1993 GOOD ART 展（京都市美術館・京都）
- 1995 Dance Macabre 展（San Antonio Museum of Art・アメリカ）
- 2006 夜想耽美展（パラボリカ‐ビス・東京）
- 2012 EXPANDED－野波浩トリビュート展（紀伊國屋画廊・東京） EXPANDED－野波浩トリビュート展（ギャラリーアセンス美術・大阪）
- 2016 夜想髑髏展（パラボリカ‐ビス・東京） 夜想髑髏展（春秋山荘・京都）

その他多数